# Вийкиля, Юкка
Ю́кка Ви́йкиля (фин. Jukka Viikilä; род. 1973, Финляндия) — финский писатель, поэт и драматург, награждённый крупнейшая литературной наградой Финляндии в области художественной литературы — премией «Финляндия» (2016), присуждённой ему за роман Akvarelleja Engelin kaupungista («Акварели из города Энгеля»).